# Aïn Djasser
Aïn Djasser è un comune dell'Algeria, situato nella provincia di Batna.